# 베를린 베스트엔트역
베를린 베스트엔트역(Bahnhof Berlin-Westend)역은 베를린 샤를로텐부르크빌머스도르프구 샤를로텐부르크와 베스트엔트의 경계선에 인접해 있는 베를린 순환선의 철도역이다. 1877년 11월 15일 샤를로텐부르크 베스트엔트(Charlottenburg-Westend)역으로 개업했으며, 여러 단계를 거쳐서 증축되었으나 현재는 S반 승강장과 장거리 열차선만 남아 있다. 1980년 서베를린 S반 파업 당시 역 시설 대부분이 영업을 중단했고, 1993년에 순환선 S반 승강장만 영업을 재개했다.

## 시설과 역사
베를린 순환선과 슈판다우어 담(Spandauer Damm)의 교차점에 역사가 설치되어 있다. 역 건설 당시 개발이 시작된 베스트엔트 택지(Villenkolonie Westend)에 철도 교통망을 공급했다. 프리드리히 3세는 황태자 시기에 샤를로텐부르크성에 거주했으며, 황태자 시기에는 역 남쪽에 있는 별도의 승강장으로 특별열차를 운행했다. 첫 증축 공사는 1884년에 진행되었고, 20세기 초까지 이어진 증축 공사 결과로 승강장 4면(동에서 서로 A, B, C, D) 및 여러 인상선이 설치되었다. A, B, C 승강장은 보행자 터널로 연결되었다.
1980년에는 서베를린 순환선 열차 영업이 중단되었고, 1988년에는 대합실 사용이 중단되었다. 2001년까지는 예술 작품 전시관으로 사용하다가 이후에는 사무실로 사용 중이다. 1993년에는 과거의 C 승강장이 순환선 영업 재개에 따라서 사용이 다시 시작되었고, 슈판다우어 담 도로를 구성하는 교량 방면으로 출입구 건물이 새로 지어졌다. 역사 북쪽 및 남쪽으로 S반 열차의 유치선 및 인상선이 설치되어 있다.

### 대합실

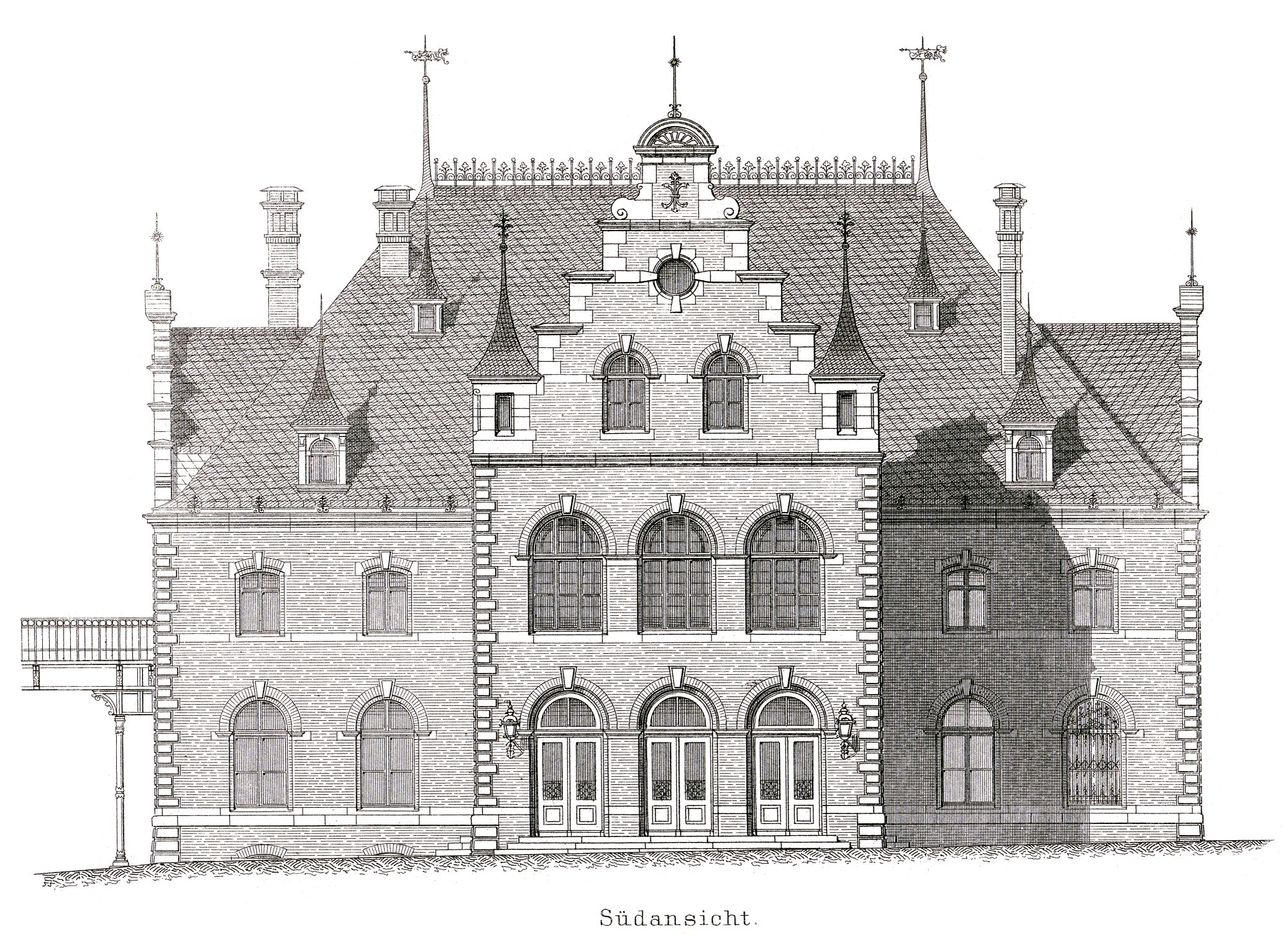
남쪽에서 바라본 대합실

대합실 건물은 건축유산으로 지정되어 있으며 과거 근교선 열차의 두단식 승강장 북쪽에 위치해 있었고, 슈판다우어 담(Spandauer Damm) 방면 출구 및 역사 동쪽에 광장이 조성되어 있었다. 1884년 하인리히 요제프 카이저(Heinrich Joseph Kayser)와 카를 폰그로스하임(Karl von Großheim)이 네오르네상스 양식으로 공동으로 설계했다. 대합실 내에서 승강장으로 바로 이어지는 통로는 없었으며, 건물 동쪽에 있는 보행자 터널을 사용하거나 슈판다우어 담 도로변으로 개설된 출구를 이용해야 했다. 현재는 슈판다우어 담 도로변으로 개설된 출구로만 진입할 수 있으며, 순환선 승강장으로만 통로가 연결되어 있다. 대합실 건물은 1976년과 1985년에 개보수공사를 거쳤다.

### 승강장

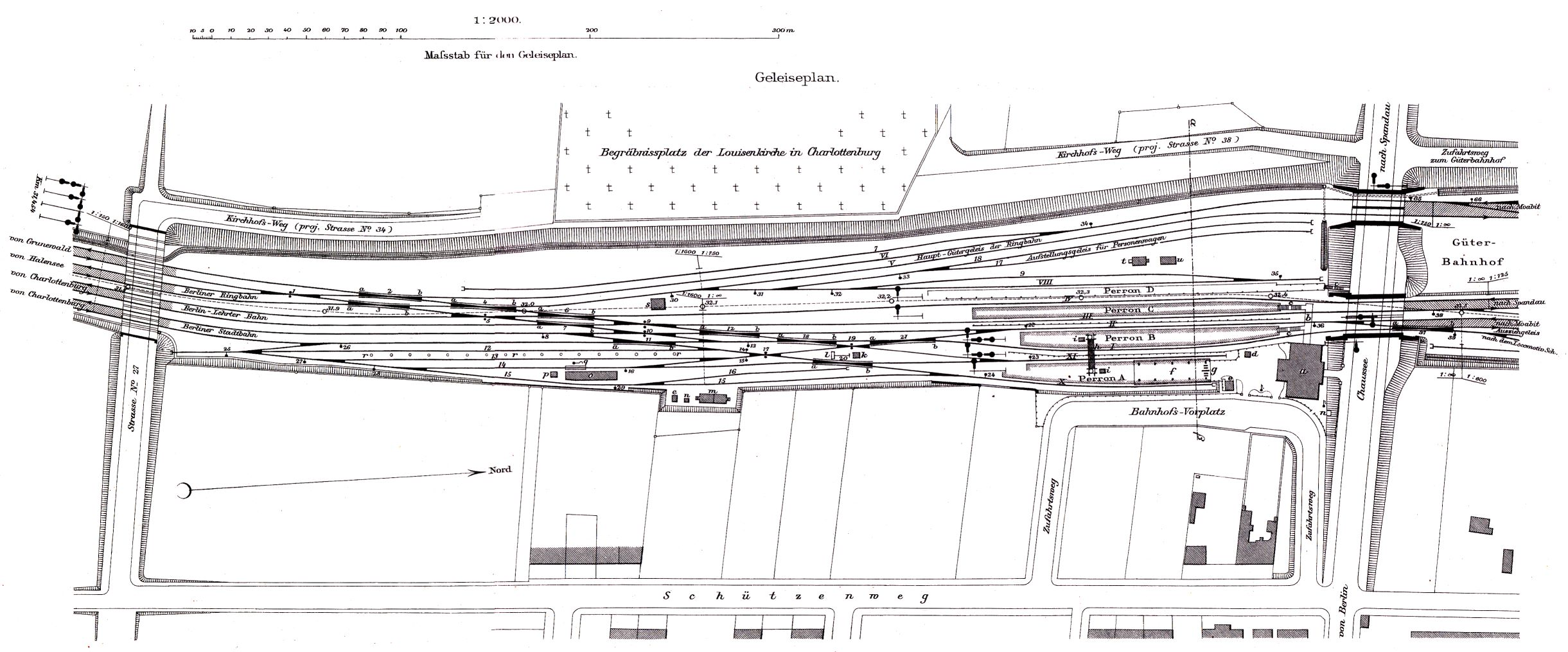
1887년 배선도

A 승강장은 베를린 도심선의 두단식 승강장이었으며, 도심선 운행 초기에는 근교선 열차가 순환선 쪽으로 연장 운행되었다. 승강장 내에 철도 중단점이 설치되어 있으며, 북쪽으로 대합실 건물이 위치해 있었다. 1928년 당시 전철화되지 않았으며 이후에 더 이상 사용되지 않았다. 1945년 이후에 승강장이 철거되었고, 현재는 보도가 조성되어 있다.
B 승강장은 베를린-레어테선 및 도심선 열차의 승강장이었으며, 베스트엔트역 남쪽으로는 순환선과 연결되었다. 남쪽에서 올라오는 순환선 열차 및 A 승강장에 종착하지 않는 도심선 열차가 진입할 수 있었다. B 승강장 선로는 북쪽으로 레어테선의 장거리 열차선과 이어졌다. 1928년 전철화 이후에는 레어테선 선로가 필요하지 않게 되었으며 도심선 열차는 일부만 레어테선으로 진입했다. 그 대신 순환선과 도심선 열차가 B 승강장 및 C 승강장을 사용했다. 순환선 북부 구간으로 운행하지 않고 종착할 열차를 위한 인상선이 역 북쪽으로 2선 건설되었다. 1944년 주변으로 도심선 서부에서 순환선 북부로의 연결선이 폐선되면서 B 승강장으로 열차가 더 이상 운행하지 않게 되었다. 승강장 자체는 현재까지도 유지되어 있지만 C 승강장의 너비가 승객을 대응하기에 충분하기 때문에 사용하지 않고 있다. 폐쇄 이전의 A 승강장과 B 승강장에는 일렬로 철제 기둥이 설치되어 있고 그 위로 지붕이 설치되어 있다.
C 승강장은 베를린 순환선의 승강장이며 현재 이용 중인 유일한 승강장이다. 1884년 증축 공사 당시에 건설되었으며 도심선 승강장보다 넓게 건설되었다. 1993년 역 재영업 당시에도 승강장은 및 선로는 크게 변하지 않았고, 이후에 승강장 확장 공사가 진행되었다. 다른 근교선 승강장과는 다르게 2열로 기둥이 설치되어 있다. 역 출구와 이어지는 엘리베이터가 2기 설치되어 있다. 승강장 남쪽에서 이어지는 출구 건설은 계획되어 있었고, 2020년에 착공이 계획되어 있었으나 2023년에도 진행되지 않았다.
D 승강장은 장거리선에 설치되어 있었으며 베를린-블랑켄하임선에서 순환선으로 진행하는 열차가 사용했다. 1882년 당시에도 베를린-블랑켄하임선에서 도심선으로 연결되는 선로가 있었기 때문에 승강장이 자주 사용되지는 않았다. 20세기가 되기 전에 폐쇄 및 철거되었다.

## 인접 철도역
베를린 버스 M45번과 환승 가능하다.
| 베를린 S반                      | 베를린 S반 | 베를린 S반                                 |
| ------------------------------- | ---------- | ------------------------------------------ |
| 메세 노르트/ZOB 반시계방향 순환 | S41 · S42  | 융페른하이데 시계방향 순환                 |
| 시·종착역                       | S46        | 메세 노르트/ZOB 쾨니히스 부스터하우젠 방면 |